# Tarcísio Padilha
Tarcísio Meirelles Padilha (* 17. April 1928 in Rio de Janeiro; † 9. September 2021) war ein brasilianischer Universitätsprofessor und Philosoph.

## Leben
Padilha war der Sohn von Raymundo Delmiriano Padilha und Mayard Meirelles Padilha. Ab 1951 war er mit Ruth Maria Fortuna Padilha verheiratet, mit der er sechs Kinder hatte.
Er erlangte seinen Doktor in Philosophie an der bundesstaatlichen Universität von Rio de Janeiro. Während seiner Universitätskarriere hatte er verschiedene hohe Verwaltungsfunktionen inne. Ab 1997 war er Mitglied der Academia Brasileira de Letras, Stuhl 2. Von 2000 bis 2001 war er Präsident der Academia Brasileira de Letras.
Er starb am 9. September 2021 im Alter von 93 Jahren an einer COVID-19-Erkrankung.

## Veröffentlichungen (Auswahl)
- Os juízos sintéticos a priori no criticismo de Kant. Rio de Janeiro, 1949.
- A metafísica do ser e o panlogismo de Hegel. Rio de Janeiro, 1949.
- O valor epistemológico do cogito cartesiano. Rio de Janeiro, 1950.
- O existencialismo de Heidegger em face da morte. São Paulo, 1954.
- O cartesianismo como ponto de partida da filosofia moderna. Petrópolis, 1956.
- El platonismo en la filosofía de Louis Lavelle. Buenos Aires, 1956.
- La idea de Dios en la filosofía contemporánea. Madrid, 1959.
- Lineamentos de uma dialética reflexiva. San José, Costa Rica, 1961.
- Essence et valeur. México, 1963.
- Kierkegaard y la filosofía del espíritu. Madrid, 1964.
- A existência segundo Miguel de Unamuno. Rio de Janeiro, 1964.
- Unamuno e Kierkegaard. Rio de Janeiro, 1964.
- Las raíces metafísicas de la angustia. Madrid, 1965.
- Existenz und Glaube. Köln, 1967.
- Incertitude et risque. Wien, 1968.
- Dialogue métaphysique et monologue idéologique. Varna, 1973
- Prolegômenos a uma ontologia do homem brasileiro. Petrópolis, 1974.
- O humanismo de Pedro Poveda. Rio de Janeiro, 1974.
- Ética da esperança. Rio de Janeiro, 1980
- Existência e transcendência. Rio de Janeiro, 1983.
- Existence et participation. Montréal, 1983.
- L’Homme brésilien à la croisée de la pensée et du sentiment. Fribourg, 1984.
- De la philosophie de l’être à la philosophie de l’amour. Agen, 1985.
- Philosophie in antiken Kleinsttäten: Vorbilder für eine Akademie in Liechtenstein. Liechtenstein, 1985.
- La Famille répond. Bruxelles, 1988.
- Vers une philosophie de la participation. Brighton, 1988.
- Le sacré devant les idéologies d’aujourd’hui. Bern, 1989.
- Famille et problèmes démographiques: droits des personnes. Vatikan, 1994.
- Gaudium et Spes: o casamento e a família na perspectiva do magistério pontifício pós-Concílio (zusammen mit Ruth Padilha). Vatikan/Loreto, 1995.
- Libertação e liberdade. Rio de Janeiro, 1995.
- La philosophie au Brésil, in Encyclopédie Philosophique Universelle. Paris: Presses Universitaires de France, 1998 (Mitherausgeber).
- La importancia de la familia en el magisterio de Juan Pablo II. Buenos Aires, 1999.
- Rui Barbosa, o humanista. Rio de Janeiro, ABL, 1999.
- O adeus da ABL a Barbosa Lima. Rio de Janeiro, 2000.
- A filosofia de Ortega y Gasset. Rio de Janeiro, 2000.
- Língua portuguesa, hoje e amanhã. Rio de Janeiro, 2000.
- O adeus da ABL a Roberto Campos, 2001.
- Discurso de recepção à Acadêmica Ana Maria Machado, 2003.
- Álvares de Azevedo – obsessão pela morte. Rio de Janeiro, 2005.
- Otávio de Faria: romancista-pensador. Rio de Janeiro, 2005.